# Ирник (нос)
Носът Ирник (на английски: Irnik Point) е нисък заоблен морски нос на северозападния бряг на остров Сноу, вдаващ се 400 м в протока Дрейк. Разположен 3.37 км югозападно от нос Тимблон, 1.94 км югозападно от нос Мездра и 7.41 км на изток-североизток от нос Байуотър. Оформя се в резултат на отдръпването на ледената шапка на острова в края на 20 и началото на 21 век.
Координатите му са: 62°43′37″ ю. ш. 61°22′20″ з. д. / 62.726944° ю. ш. 61.372222° з. д..
Наименуван е на легендарния български владетел кан Ирник (463-489) от летописа „Именник на българските канове“ от 8 век, и във връзка със селището Ирник в Североизточна България. Името е официално дадено на 15 декември 2006 г.
Британско картографиране от 1968 г., българско от 2009 г.

## Карти
- Л. Иванов. Антарктика: Остров Ливингстън и острови Гринуич, Робърт, Сноу и Смит. Топографска карта в мащаб 1:120000. Троян: Фондация Манфред Вьорнер, 2009. ISBN 978-954-92032-4-0